# Michaël Jérémiasz
Michaël Jérémiasz (nacido el 15 de octubre de 1981 en París) es un exjugador profesional de tenis en silla de ruedas francés. Ganó una medalla de oro en el evento de dobles masculino en los Juegos Paralímpicos de 2008. Ha sido el número 1 del mundo en dobles e individuales en el circuito de sillas de ruedas. A partir del 19 de mayo de 2007, fue cuarto individual y primero para dobles. Es diestro y prefería las canchas duras. Fue entrenado por Jerome Delbert.

## Títulos de Grand Slam

### Dobles
- Abierto de Australia 2003 (con Hall)
- 2005 US Open (con Ammerlaan )
- 2006 US Open (con Ammerlaan)
- Abierto de Francia 2009 (con Houdet )
- Campeonatos de Wimbledon 2009 (con Houdet )
- Campeonatos de Wimbledon 2012 (con Egberink )

## Cronología individual
| Grand Slams               |     |     |     |     |     |     |     |      |       |
| abierto de Australia      | QF  |     | W   | F   | F   | SF  |     | 15   | 8-4   |
| abierto Francés           |     |     |     | SF  |     | SF  | QF  | 0/3  | 2–3   |
| Wimbledon                 |     |     |     |     |     |     |     | 0/0  | 0-0   |
| Abierto de Estados Unidos |     | F   | F   | QF  |     |     |     | 0/3  | 4–3   |
| Ganado perdido            | 0-1 | 2–1 | 5–1 | 3–3 | 2–1 | 2-2 | 0-1 | 1/11 | 14-10 |

## Cronología en pareja
| Grand Slams               |     |     |     |     |     |     |     |     |      |       |
| abierto de Australia      | F   |     | F   | F   | F   | F   |     |     | 0/5  | 5–5   |
| abierto Francés           |     |     |     | W   |     | W   | F   | F   | 2/4  | 6-2   |
| Wimbledon                 |     | W   | F   |     |     | W   | F   |     | 2/4  | 6-2   |
| Abierto de Estados Unidos |     | W   | W   | F   |     |     |     |     | 2/3  | 5–1   |
| Ganado perdido            | 1–1 | 4-0 | 4–2 | 4–2 | 1–1 | 5–1 | 2-2 | 1–1 | 6/16 | 22-10 |